# Gabriel Sagard

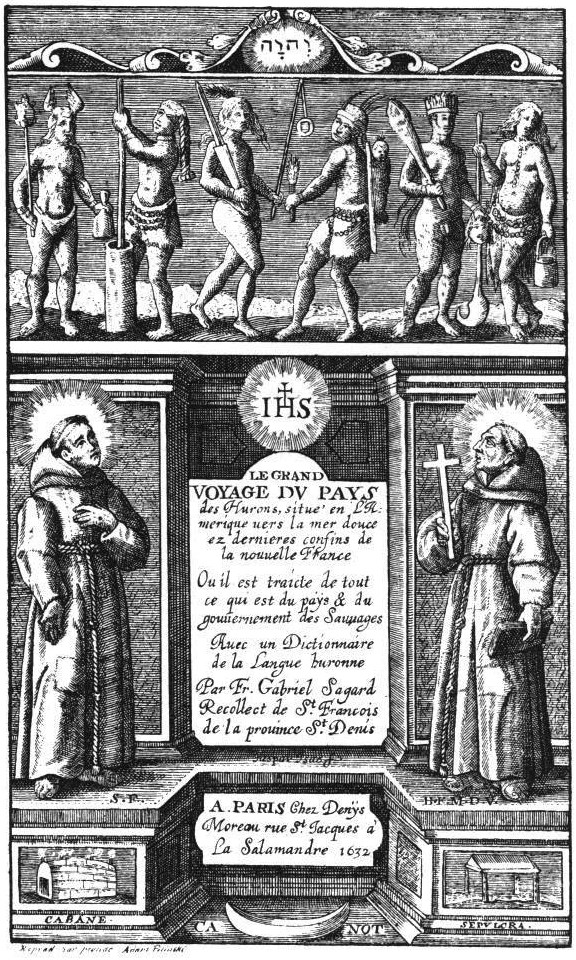
Titulní strana z díla Le Grand Voyage du Pays des Hurons (Dlouhá cesta do země Huronů)

Gabriel Sagard (křtěný Théodat) byl francouzský laický bratr a člen řádu Rekollektů (Ordo fratrum minorum recollectorum - francouzská odnož františkánů). Jednalo se o jednoho z prvních křesťanských misionářů v Nové Francii. Je znám tím, že popsal své zážitky z rané Nové Francie a z cesty k Huronům.
Datum jeho narození ani smrti není známo. Informace o jeho životě jsou rovněž útržkovité. V roce 1614 žil v Paříži. Již tehdy patřil do řádu Rekollektů a snil o svém misijním působení. Do Nové Francie připlul v červnu 1623. V srpnu 1623 byl spolu se dvěma dalšími bratry vyslán do huronské vesnice Ossossanë na jižním břehu Huronského jezera. Zde započal svou misijní práci a studoval místní indiánský jazyk. Již v červenci 1624 byl ovšem odvolán zpět do Francie. Jakékoliv záznamy o jeho životě pak končí rokem 1636. O svých zkušenostech ze zámoří vydal dvě vícedílné publikace: 1) Le grand voyage du pays des Hurons (1632), 2) L'histoire du Canada (1636). Druhé dílo zahrnovalo rozšířenou verzi prvního díla včetně huronského slovníku (Le grand voyage a Dictionnaire de la langue huronne). Malá část provincie Quebec je pojmenována na jeho počest Sagard.